# Zeche Herminenglück-Liborius
Die Zeche Herminenglück-Liborius war ein Steinkohlenbergwerk in Bochum, dessen Grubenfelder sich hauptsächlich auf die Stadtteile Altenbochum und Grumme erstreckte.

## Grubenfeld
Die ersten Mutungen auf Teile des Grubenfeldes gingen um 1845 bei den zuständigen Behörden ein. Die beiden Einzelfelder „Ritterburg“ und „Ritterburg II“ wurden daraufhin am 26. April 1847 an die bergrechtliche Gewerkschaft Ritterburg verliehen, die sich zwischenzeitlich gegründet und etabliert hatte. Diese Felder, die ursprünglich die Namen Herminenglück und Liborius trugen, werden als Keimzelle der späteren Zeche Herminenglück-Liborius angesehen. Am 16. Februar 1877 erfolgte dann die Konsolidation der Felder mit dem an der südlichen Markscheide liegenden Feld Herminenglück modo Liborius zum Feld Herminenglück-Liborius.
Westlich der Markscheide lag das Grubenfeld der Zeche Vereinigte Präsident einschließlich des dazugehörigen Einzelfeldes Peterwardein und südlich schloss sich die Berechtsame der Zeche Friederika an. Die östliche Feldergrenze war mit den Feldern der Harpener Bergbau AG markscheidend und nördlich lag das Einzelfeld Deutsche Treue I.

## Unternehmensgeschichte
Schon vor der Verleihung der ersten Felder war im Jahr 1847 die Gewerkschaft Ritterburg gegründet worden. Diese wurde 1874 in eine Aktiengesellschaft umgewandelt, die jedoch schon wenig später an die Grenzen ihrer finanziellen Möglichkeiten geriet. Der im Ruhestand lebende Wilhelm Endemann aus Bonn übernahm das Grubenfeld, nachdem ihm schon Jahre vorher mehrere, zum Teil markscheidende, Felder verliehen worden waren. Diese waren u. a.:
- Dominica (verliehen am 14. Februar 1855)
- Deutsche Treue I (verliehen am 26. März 1855)
- Veronica (verliehen am 29. April 1856)
- Deutsche Treue II (verliehen am 24. Februar 1856)
- Agatha (verliehen am 9. März 1857)
- Deutsche Treue (verliehen am 22. Februar 1859)
- Herminenglück modo Liborius (verliehen am 5. August 1859)
- Veronica II (verliehen am 10. Dezember 1872)

Der Zechenbetrieb wurde zeitweise eingestellt, bis Endemann 1877 die Ritterburg-Felder mit dem südlich angrenzendem Feld Herminenglück modo Liborius konsolidierte. Die Zeche wurde nun unter dem Namen Steinkohlenbergwerk Herminenglück-Liborius weitergeführt. 1891 wurde der gesamte Grubenbesitz zusammen mit dem Feld Agatha, das am 21. August 1883 durch Konsolidation der Einzelfelder Agatha, Deutsche Treue, Deutsche Treue I und Deutsche Treue II entstanden war, in die neu gegründete A.G. Herminenglück-Liborius eingebracht. Eine zusammenhängende Ausbeutung des Grubenfeldes war allerdings nicht möglich, da dieses durch die Berechtsame der benachbarten Zeche Vereinigte Constantin der Große von Westen nach Osten hin durchkreuzt wurde, was die Bildung eines nördlichen und eines südlichen Teilfeldes zur Folge hatte. 1892 förderte die Zeche mit einer Belegschaftsstärke von 572 Beschäftigten eine Jahrestonnage von 119.961 t. Diese Fördermenge wurde nie wieder erreicht, nicht zuletzt deshalb, da noch im selben Jahr Verhandlungen mit der Gewerkschaft Vereinigte Constantin der Große eingeleitet wurden, die letztendlich die Übernahme der A.G. Herminenglück-Liborius durch diese zur Folge hatte.

## Schächte
Die Gewerkschaft Ritterburg begann mit dem Abteufen des Schachtes Ritterburg, der auch Schacht August genannt wurde, im Jahr 1858. Zwei Jahre später wurde die flözführende Gesteinsformation des Karbons erreicht und weitere zwei Jahre später konnte die erste Steinkohle für den Verkauf zu Tage gehoben werden. 1881 wurde die Anschlussbahn zum Bahnhof Bochum-Nord der Rheinischen Eisenbahn-Gesellschaft in Betrieb genommen. Bereits unter der Federführung der A.G. Herminenglück-Liborius wurde 1884 etwa 300 m südlich vom Förderschacht mit dem Abteufen eines Schachtes zur Bewetterung des Grubengebäudes begonnen. Im Folgejahr konnte dieser dann in Betrieb genommen werden. Nach Übernahme durch die Zeche Vereinigte Constantin der Große wurde der Förderschacht umbenannt in Schacht Constantin 3. Gegen Ende der 1920er Jahre verlor der Schacht als Förderstandort zunehmend an Bedeutung. Nach Einstellung der Kohleförderung im Jahr 1928 wurde der Wetterschacht im Folgejahr aufgegeben und nachfolgend verfüllt. 1967 wurde der ehemalige Förderschacht Bestandteil der Bergwerke Bochum, einem Zusammenschluss mehrerer ehemaliger Einzelzechen im Bereich von Herne und Bochum mit insgesamt 25 Schächten zum Zeitpunkt der Fusion. Nach dessen Gesamtstilllegung im Jahr 1973 wurde nachfolgend der Schacht verfüllt.
Schachtkoordinaten
- Schacht „Ritterburg“ 51° 29′ 23,6″ N, 7° 14′ 28,2″ O
- Wetterschacht 51° 29′ 16,1″ N, 7° 14′ 28,7″ O

## Heutiger Zustand
Von den ehemaligen Schächten und deren Gebäudebestand ist heute (Stand Januar 2013) nichts mehr zu erkennen. Die Anschlussbahn zum Bahnhof Bochum-Nord wird von den Stahlwerken Bochum und ThyssenKrupp Elektroband Bochum weiter benutzt.